# 大田政作
大田政作（日语：／ Ōta Seisaku，1904年2月12日—1999年8月18日），日本沖繩縣國頭郡國頭村出身的政治人物，曾任法官、檢察官和律師。臺灣日治時期最後一任澎湖廳長（1942年－1945年），也是澎湖廳唯一一位琉球出身的行政首長、美國統治琉球時期琉球政府的第三任行政主席（1959年－1964年）。

## 生平
大田政作為琉球人，出生於大日本帝國統治下的沖繩縣，1926年尚為早稻田大學英法科在學生時便通過日本高等文官行政科考試，翌年司法科考試及格。1928年自大學畢業。1929年起，大田陸續在長崎、那霸、八代和佐世保各地裁判所擔任判事。1940年三月，大田奉調台灣，擔任台灣總督府的警察官、司獄官等職務。

### 澎湖時期

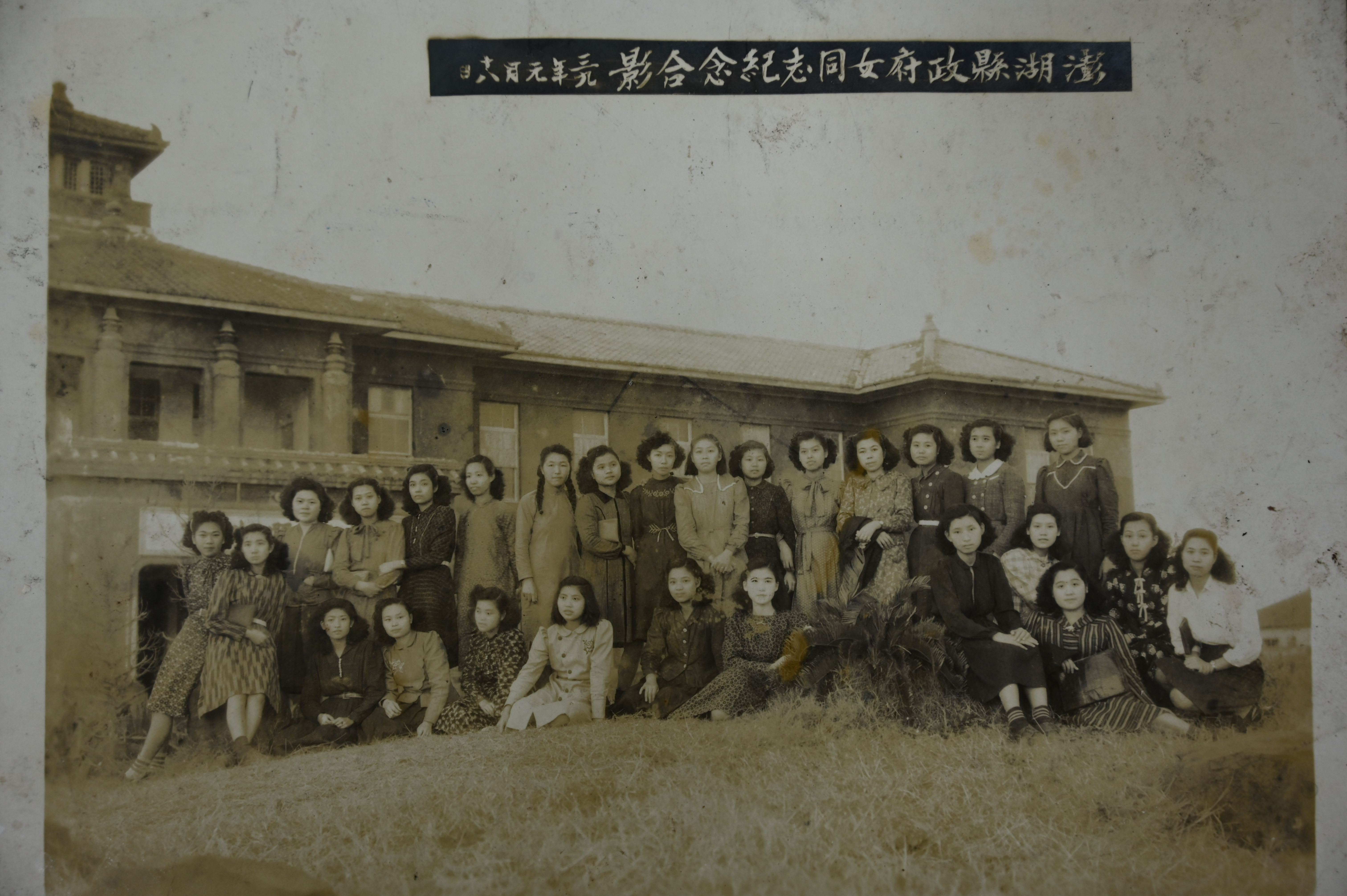
大田政作所任職的澎湖廳，上瀧組所承造的澎湖廳舍。（攝於1950年）

1942年，時年37歲的大田政作被派來澎湖，8月7日出任澎湖廳第11任廳長（改制澎湖廳第11任，總計為台灣日治時期第29任的澎湖地方行政首長），同年12月26日主持「貴賓館」（蔣公行館、第一賓館之前身）上棟祭。
大田上任之後，因應前一年（1941年）太平洋戰爭爆發，駐澎湖的海陸軍增至數萬人之多，因澎湖地利匱乏，糧食向來倚賴台灣本島輸入，為恐戰爭期間澎湖和台灣本島之間的交通航線被截斷之虞，同時因應駐軍人口數量增加，大田鼓勵各船隻運糧來澎，亦派遣廳內職員和警察數十人赴台灣本島採購糧食，順利預先儲存七個月的存糧。
1944年11月，臺灣總督安藤利吉（亦為第十方面軍司令）召見大田政作，告知美軍即將沖繩列為奪取目標，指示澎湖廳趕緊儲備一年份的糧食，並盡量協助澎湖婦女、兒童疏散至台灣本島躲避空襲。
太平洋戰爭末期，澎湖遭逢多場空襲，大田政作在1945年3月17日正式宣佈澎湖已進入戰場化的狀態；戰爭期間，大田親率廳下職員和馬公居民赴港口搬運糧食，而將糧食妥善分布於各處寺廟存放，也有曾多次和民眾共同於防空壕避難的經歷。:130
1945年8月15日，日本裕仁天皇宣布投降，第二次世界大戰結束各處空襲活動隨之停止，在澎湖廳正式轉移予中華民國政權之前，因馬公街疏散鄉下各處的居民陸續返家，大田協助其重建家園、定期分配存糧予澎湖居民，堅守崗位直到該年10月1日卸任為止；故澎湖在二戰結束之後，當地情況平穩，並未發生騷動。:128
大田政作任期雖僅四年，期間因戰備所需戮力儲備糧食和民生問題之外，也開始大力提拔台灣籍當地人才，包括任命本地人為國民學校校長，或者將原湖西庄助役黃文藻拔擢為庄長，其他如顏其碩、郭自得、鄭璟文、呂安德等也獲得大田的重用，並盡力縮減日本人和台灣人的薪資和昇給差距等事例。1943年4月1日，大田政作為提升廳內女子升學管道，開辦馬公高等女學校（今馬公高中前身），亦將原澎湖水產專修學校從乙種升格為甲種。另外，1944年大田將大嶼庄（今七美鄉前身）自原望安庄（今望安鄉前身）分出，成立一獨立行政單位。
1945年日本投降後，大田政作被國民政府聘任為諮詢委員，協助其進行接收的業務。1946年2月10日，國民政府將原本滯留澎湖的2萬1千名的日本人悉數遣送離澎；同年5月31日，台灣總督府正式被日本政府廢止，此前大田政作皆擔負著替下屬頒布各種證明事項的行政業務，嗣後大田返回日本，並在熊本縣八代市從事律師工作。

### 琉球政府時期
第二次世界大戰末期，美軍於1945年間佔領日本沖繩縣（琉球群島），戰後美國根據〈舊金山和約〉授命託管沖繩，1952年4月1日主導「琉球政府」成立。1957年，大田政作由當時的行政主席當間重剛委任為行政副主席，同年訪問台灣。1959年10月起擔任保守政黨沖繩自由民主黨總裁。同年11月11日，大田升任琉球政府行政主席。1960年6月19日，美國總統艾森豪應琉球政府邀請，於訪日途中順訪琉球，期間與大田舉行會談。1960年11月18日因行政主席改為以「第一黨方式」產生（行政主席由立法院中席次最多的政黨的黨首擔任），而獲布思高級專員重新任命為行政主席。大田任職期間，除了依靠立法院執政黨的支持來推行經濟復甦，也強化了與日本政府以及日本自由民主黨的關係。在擴大來自日本政府的援助規模的同時，還積極提倡設立「日美琉懇話會」「日琉微波通信」等聯絡手段。另外，大田在任職期間曾因政府財政資金不足而向美國民政府提議將琉球電力公社以及琉球水道公社的管理權轉給琉球政府，但民政府方面並未准許。

於1961年2月上任的卡拉韋高級專員執政手段強硬，通過整治金融機構等手段積極介入沖繩政商界事務，招致包括親美派在內的沖繩民眾反感，回歸日本的意願日趨強烈，而大田在施政上也面臨巨大壓力。1963年3月，卡拉韋在金門俱樂部發表講話稱「沖繩人自治不過是神話」，但向他提出抗議的議案卻在沖繩自由民主黨為多數黨的立法院遭到否決，導致眾多反對卡拉韋統治以及大田親美路線的黨員離黨另組「沖繩自由黨」。

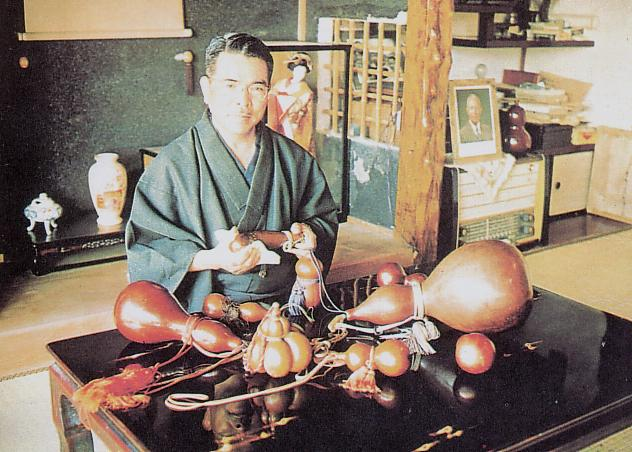
出自於琉球列島美國民政府雜誌《守礼の光》，發行於1963年（12月号）。

1963年8月1日，大田政作應中華民國經濟部之邀再度來台灣訪問並與蔣中正總統舉行會談，並於同月4日造訪澎湖，獲得時任澎湖縣長徐詠黎和澎湖各界的熱烈接待，當時曾提出澎湖和琉球之間能進行「珊瑚、文石、漁業、貝類飾品」方面貿易交流之建議。
1964年6月10日，立法院通過決議，要求擴大沖繩自治權以及開放民選行政主席。1964年6月16日，大田以造成政治混亂為由向卡拉韋提交辭呈，但因下任主席尚未選定而暫時留任，直到10月才正式離職。1964年東京奧運聖火傳遞期間，作為日本國外的最後一站，9月7日中午從台北到達那霸的奧運聖火便是在琉球政府的行政主席室中渡過一夜，大田也在聖火歡迎儀式上發表講話。
大田離職後離開故鄉、前往東京從事律師工作。1965年曾代表自由民主黨在全國區參選第七屆參議院議員選舉獲22萬餘票而落選，後於1970年起擔任自由民主黨沖繩縣支部聯合會長。1972年時曾參選第一任民選沖繩縣知事，但敗給左派候選人屋良朝苗。
1999年8月18日，大田政作病逝於東京，享壽95歲。

## 著作
- [22]
- [22]